# تالا، اروگوئه
تالا، اروگوئه (به اسپانیایی: Tala) شهری در کشور اروگوئه، استان کنلونس است که جمعیت آن در سرشماری سال ۲۰۰۴ میلادی ۴٬۹۳۹ نفر بوده‌است.